# سالي ليندسي
سالي ليندسي (بالإنجليزية: Sally Lindsay)‏ هي ممثلة بريطانية، ولدت في 21 مايو 1973 في ستوكبورت في المملكة المتحدة.

## وصلات خارجية
- الموقع الرسمي
- سالي ليندسي على موقع IMDb (الإنجليزية)
- سالي ليندسي على موقع ميوزك برينز (الإنجليزية)
- سالي ليندسي على موقع قاعدة بيانات الفيلم (الإنجليزية)